# Sea Shells
| Оценки критиков               | Оценки критиков |
| Источник                      | Оценка          |
| ----------------------------- | --------------- |
| AllMusic                      | [ 1 ]           |
| Encyclopedia of Popular Music | [ 2 ]           |

Sea Shells — студийный альбом американской певицы Пегги Ли, выпущенный в 1958 году на лейбле Decca Records.

## Предыстория и запись
В 1953 году певица отправилась поправлять своё здоровье в Палм-Спрингс, в тот же период она приобрела новый дом в Голливуде, в котором оборудовала что-то вроде японского сада. По словам арфистки Стеллы Кастеллуччи, впечатления от отдыха и безмятежного состояния, в которое она погружалась в своём новом доме натолкнули её на идею нового альбома. Она хотела записать камерную расслабляющую пластинку. В качестве контента были выбраны лёгкие народные и детские песни, а также китайская поэзия. Единственным аккомпанементом стали арфа и клавесин. Сессии для данного альбома проходили 7 февраля и 31 марта 1955 года.
Такие песни как «The Fisherman», «Autumn Evening», «Going Rowing», «Like The Moon» и «The Musicians» на самом деле певица не поёт а декламирует. Во всех изданиях они фигурируют оформленные как мэдли и озаглавленные как «Chinese Love Poems» (часть первая и вторая).

## Выпуск
Несмотря на то, что альбом был записан в 1955 году, вышел он только в 1958 году, когда Ли уже покинула лейбл Decca Records. По словам всё той же Кастеллуччи, лейбл не выпускал альбом только потому, что сама певица считала его незаконченным и планировала провести новые сессии в студии. В 1958 году Capitol Records выпустил хит-сингл Ли «Fever», на волне успеха, вероятно, Decca решил всё-таки выпустить данную запись. На задней стороне конверта присутствует заметка от имени Ли, но не ясно, сделана она была в 1958 или 1955 году.
Альбом был выпущен в США, Австралии и Великобритании в 1958 году. Причём в Великобритании альбом издавался в двух частях на семидюймовых пластинках с сильно сокращённым числом треков. Альбом также был издан в Японии, вдобавок он переиздавался там несколько раз, включая первое издание на компакт-диске (1989) и первый ремастеринг (2012).

## Отзывы критиков
Уильям Рульманн из AllMusic назвал данный альбом самым необычным в дискографии певицы.

## Список композиций
| №  | Название                                                | Автор(ы)                                 | Длительность |
| -- | ------------------------------------------------------- | ---------------------------------------- | ------------ |
| 1. | «Sea Fever»                                             | Фридрих Зильхер, Элинор Шаффи            | 2:03         |
| 2. | «Nine Thorny Thickets»                                  | Рольф Хамфри, Джонни Мерсер              | 4:59         |
| 3. | «Little Old Car»                                        | Генри Бью, Пегги Ли                      | 1:11         |
| 4. | «Greensleeves»                                          | народная                                 | 1:58         |
| 5. | «The Fisherman» / «Autumn Evening» (Chinese Love Poems) | Ли Бо                                    | 2:18         |
| 6. | «The Happy Monks»                                       | Пегги Ли                                 | 1:00         |
| 7. | «The White Birch and the Sycamore»                      | Пегги Ли, Уиллард Робисон, Хуберт Уиллер | 4:00         |
| 8. | «Of Such Is the Kingdom of God»                         | Эрнест Холмс, Ирма Гленн                 | 3:13         |

| №                   | Название                                                            | Автор(ы)                       | Длительность |
| ------------------- | ------------------------------------------------------------------- | ------------------------------ | ------------ |
| 1.                  | «A Brown Bird Singing»                                              | Ройден Барри, Хайдн Вуд        | 2:59         |
| 2.                  | «I Don't Want to Play in Your Yard»                                 | Генри У. Петри, Филипп Уингейт | 2:32         |
| 3.                  | «The Maid With the Flaxen Hair»                                     | Клод Дебюсси                   | 1:00         |
| 4.                  | «The Wearing of the Green»                                          | народная                       | 2:32         |
| 5.                  | «Chaconde (Le Bon Petit Roi d' Yvetot)»                             | Марсель Гранжани               | 1:38         |
| 6.                  | «Going Rowing» / «Like the Moon» / «The Music» (Chinese Love Poems) | Ли Бо                          | 2:46         |
| 7.                  | «The Riddle Song»                                                   | народная                       | 3:55         |
| 8.                  | «The Gold Wedding Ring»                                             | Пегги Ли, Гарри Сакман         | 2:16         |
| Общая длительность: | Общая длительность:                                                 | Общая длительность:            | 40:20        |

Перевод стихов с китайского (треки А5, B6) — Гертруда Л. Джориссен, Питер Рудольф и Соам Дженинс.